# Vaulx-Milieu
Vaulx-Milieu är en kommun i departementet Isère i regionen Auvergne-Rhône-Alpes i sydöstra Frankrike. Kommunen ligger i kantonen L'Isle-d'Abeau som tillhör arrondissementet La Tour-du-Pin. År 2022 hade Vaulx-Milieu 2 495 invånare.

## Befolkningsutveckling
Antalet invånare i kommunen Vaulx-Milieu
Referens:INSEE